# НоМа — Галлодет-Ю
НоМа — Галлодет-Ю (англ. NoMa–Gallaudet U) — эстакадная (надземная, расположенная на эстакаде) станция Вашингтонгского метро на Красной линии. Она представлена одной островной платформой. Станция обслуживается Washington Metropolitan Area Transit Authority. Расположена в районе НоМа на пересечении Нью-Йорк-авеню и Флорида-авеню, Северо-Восточный квадрант Вашингтона.
Пассажиропоток — 1.548 млн. (на 2010 год).
Станция была открыта 20 ноября 2004 года.
Проектное название — Нью-Йорк-авеню. До 3 ноября 2011 года станция называлась Нью-Йорк-авеню — Флорида-авеню — Галлодет-Ю, затем была переименована на НоМа — Галлодет-Ю. Название происходит от района НоМа и Галлодетского университета (Галлодет-Ю в названии — из английского Галлодет Юниверсити Gallaudet University).
В 1996 году появилась идея строительства станции метро, как часть улучшения Нью-Йорк-авеню. Строительство было осуществлено исходя из договорённости о частном инвестировании и последующем правительственном финансировании. Была введена в работу как 84-я станция Вашингтонского метрополитена. Конечная стоимость станции равна 103.7 млн долларов США. Является первой станцией построенной за счёт вложений как правительства так и частных инвесторов.

## Режим работы
В будние дни: 5:11 — 12:22
В пятницу: 5:11 — 3:23
В субботу: 7:11 — 3:23
В воскресенье: 7:11 — 12:22
Для субботы
Отправление первого поезда в направлении:
- ст. Шейди-Гроув — 7:21
- ст. Гленмонт — 7:42

Отправление последнего поезда в направлении:
- ст. Шейди-Гроув — 2:41
- ст. Гленмонт — 3:12